# Lekkoatletyka na Letnich Igrzyskach Olimpijskich 1956 – bieg na 200 m kobiet
Bieg na 200 metrów kobiet podczas XVI Letnich Igrzysk Olimpijskich w Melbourne rozegrano 29 (eliminacje i półfinały) i 30 listopada 1956 (finał) na stadionie Melbourne Cricket Ground. Zwyciężczynią została reprezentantka Australii Betty Cuthbert, która na tych igrzyskach zwyciężyła również w biegu na 100 metrów i sztafecie 4 × 100 metrów. Cuthbert wyrównała w finale rekord olimpijski z czasem 23,4 s.

## Rekordy

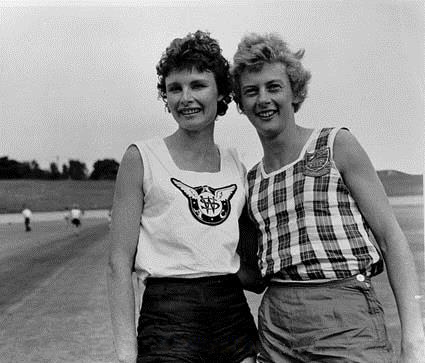
Marlene Mathews (z lewej) i Betty Cuthbert

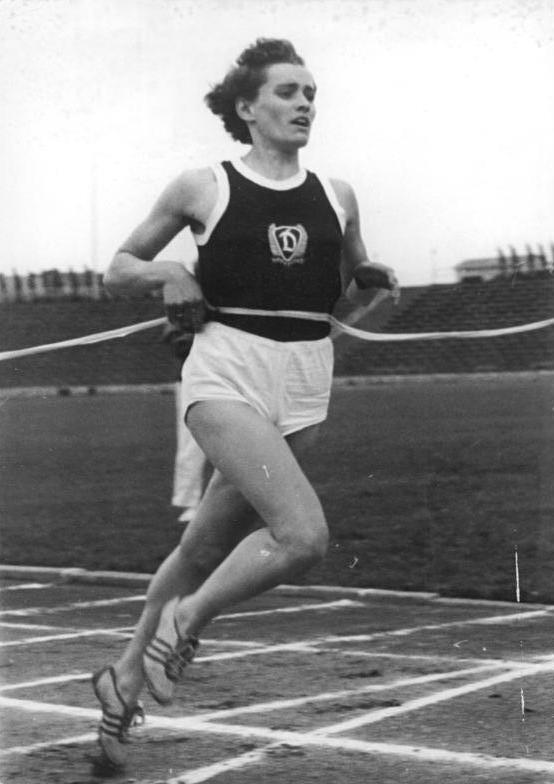
Christa Stubnick

|                   | Zawodniczka      | Narodowość | Czas | Data                  | Miejsce  |
| ----------------- | ---------------- | ---------- | ---- | --------------------- | -------- |
| Rekord świata     | Betty Cuthbert   | Australia  | 23,2 | 16 września 1956(dts) | Sydney   |
| Rekord olimpijski | Marjorie Jackson | Australia  | 23,4 | 26 lipca 1952(dts)    | Helsinki |

## Wyniki
| Poz. - pozycja |
| – rekord świata \| – rekord krajowy \| – rekord życiowy \| = – wyrównany rekord życiowy \| · – najlepszy wynik w sezonie \| = – wyrównany najlepszy wynik w sezonie \| – rekord olimpijski |
| Fn – falstart \| DNF – nie ukończyła \| DNS – nie wystartowała \| DSQ – zdyskwalifikowana                                                                                                  |

### Eliminacje
Rozegrano sześć biegów eliminacyjnych. Do półfinałów awansowały po dwie najlepsze zawodniczki z każdego biegu (Q).

#### Bieg 1
| Poz. | Zawodniczka    | Narodowość        | Rezultat | Uwagi |
| ---- | -------------- | ----------------- | -------- | ----- |
| 1    | Betty Cuthbert | Australia         | 23,60    | Q     |
| 2    | Mae Faggs      | Stany Zjednoczone | 24,99    | Q     |
| 3    | Diane Matheson | Kanada            | 25,86    |       |
| 4    | Mary Klass     | Singapur          | 26,37    |       |
| 5    | Maeve Kyle     | Irlandia          | 26,57    |       |

#### Bieg 2
| Poz. | Zawodniczka      | Narodowość         | Rezultat | Uwagi |
| ---- | ---------------- | ------------------ | -------- | ----- |
| 1    | Marija Itkina    | ZSRR               | 24,31    | Q     |
| 2    | Gisela Köhler    | Niemcy             | 24,53    | Q     |
| 3    | Wilma Rudolph    | Stany Zjednoczone  | 24,83    |       |
| 4    | Genowefa Minicka | Polska             | 25,19    |       |
| –    | Annie Choong     | Federacja Malajska | DNS      |       |

#### Bieg 3
| Poz. | Zawodniczka           | Narodowość        | Rezultat | Uwagi |
| ---- | --------------------- | ----------------- | -------- | ----- |
| 1    | Christa Stubnick      | Niemcy            | 24,58    | Q     |
| 2    | Norma Croker          | Australia         | 25,10    | Q     |
| 3    | Giuseppina Leone      | Włochy            | 25,77    |       |
| 4    | Meredith Ellis        | Stany Zjednoczone | 26,46    |       |
| –    | Catherine Capdevielle | Francja           | DNS      |       |

#### Bieg 4
| Poz. | Zawodniczka         | Narodowość       | Rezultat | Uwagi |
| ---- | ------------------- | ---------------- | -------- | ----- |
| 1    | June Paul           | Wielka Brytania  | 24,00    | Q,    |
| 2    | Wiera Jugowa        | ZSRR             | 25,13    | Q     |
| 3    | Letizia Bertoni     | Włochy           | 25,33    |       |
| 4    | Claudette Masdammer | Gujana Brytyjska | 25,73    |       |
| –    | Maria Kusion        | Polska           | DNS      |       |

#### Bieg 5
| Poz. | Zawodniczka      | Narodowość      | Rezultat | Uwagi |
| ---- | ---------------- | --------------- | -------- | ----- |
| 1    | Heather Armitage | Wielka Brytania | 24,87    | Q     |
| 2    | Barbara Lerczak  | Polska          | 24,99    | Q     |
| 3    | Simone Henry     | Francja         | 25,13    | [ 4 ] |
| 4    | Eleanor Haslam   | Kanada          | 25,27    |       |
| 5    | Olga Koszelewa   | ZSRR            | 25,48    |       |

#### Bieg 6
| Poz. | Zawodniczka       | Narodowość      | Rezultat | Uwagi |
| ---- | ----------------- | --------------- | -------- | ----- |
| 1    | Marlene Mathews   | Australia       | 24,16    | Q     |
| 2    | Jean Scrivens     | Wielka Brytania | 24,27    | Q     |
| 3    | Inge Fuhrmann     | Niemcy          | 25,05    |       |
| 4    | Micheline Fluchot | Francja         | 25,12    | [ 4 ] |
| 5    | Maureen Rever     | Kanada          | 26,17    |       |

### Półfinały
Rozegrano dwa biegi półfinałowe. Do finału awansowały po trzy najlepsze zawodniczki z każdego biegu.

#### Bieg 1
| Poz. | Zawodniczka      | Narodowość      | Rezultat | Uwagi |
| ---- | ---------------- | --------------- | -------- | ----- |
| 1    | Betty Cuthbert   | Australia       | 23,75    | Q     |
| 2    | Christa Stubnick | Niemcy          | 24,17    | Q     |
| 3    | Norma Croker     | Australia       | 24,41    | Q     |
| 4    | Marija Itkina    | ZSRR            | 24,42    |       |
| 5    | Jean Scrivens    | Wielka Brytania | 24,66    |       |
| 6    | Barbara Lerczak  | Polska          | 25,12    |       |

#### Bieg 2
| Poz. | Zawodniczka      | Narodowość        | Rezultat | Uwagi |
| ---- | ---------------- | ----------------- | -------- | ----- |
| 1    | June Paul        | Wielka Brytania   | 24,36    | Q     |
| 2    | Marlene Mathews  | Australia         | 24,42    | Q     |
| 3    | Gisela Köhler    | Niemcy            | 24,48    | Q     |
| 4    | Heather Armitage | Wielka Brytania   | 24,78    |       |
| 5    | Mae Faggs        | Stany Zjednoczone | 25,06    |       |
| 6    | Wiera Jugowa     | ZSRR              | 25,12    |       |

### Finał
| Poz. | Zawodniczka      | Narodowość      | Rezultat | Uwagi |
| ---- | ---------------- | --------------- | -------- | ----- |
| 1    | Betty Cuthbert   | Australia       | 23,55    | =     |
| 2    | Christa Stubnick | Niemcy          | 23,69    |       |
| 3    | Marlene Mathews  | Australia       | 24,10    |       |
| 4    | Norma Croker     | Australia       | 24,22    |       |
| 5    | June Paul        | Wielka Brytania | 24,30    |       |
| 6    | Gisela Köhler    | Niemcy          | 24,68    |       |